# فهرست بلندترین ساختمان‌ها در مشهد

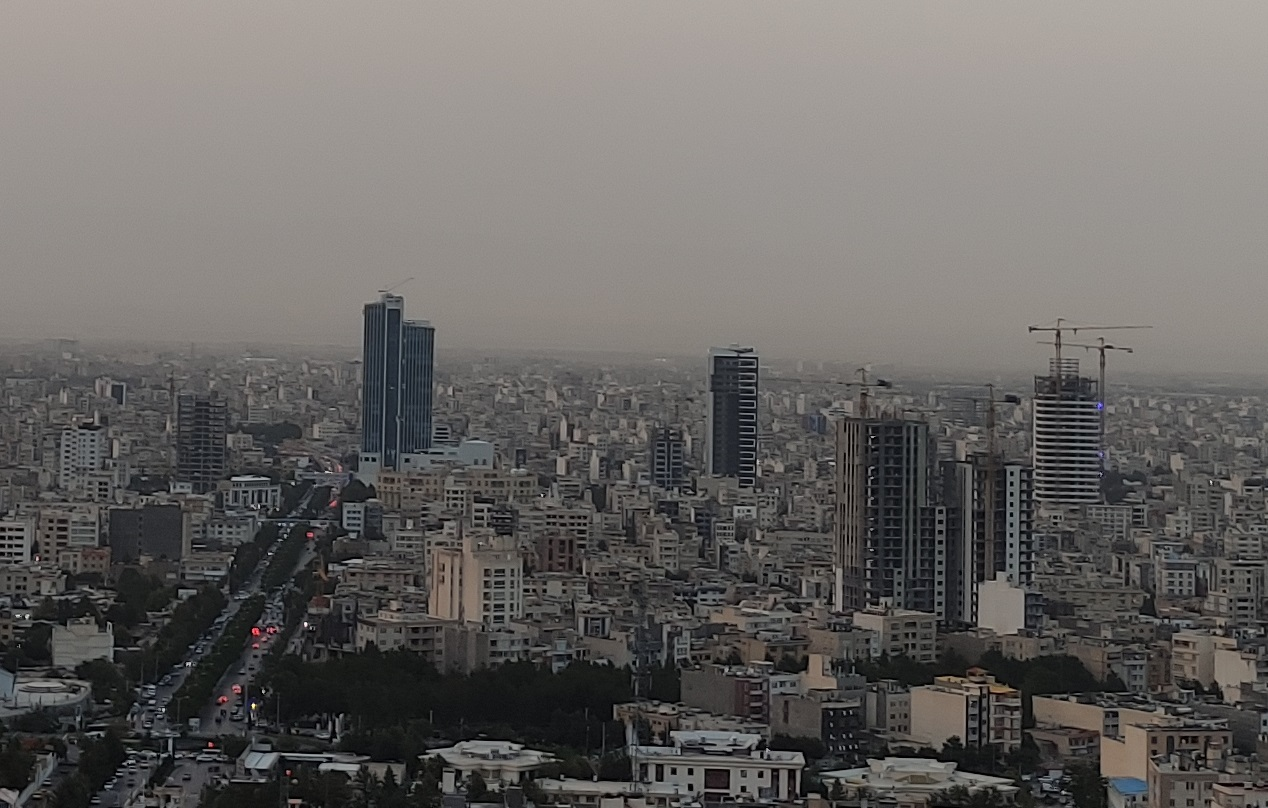
نمایی از شهر مشهد

در دهه‌های پیشین تنها در شهر تهران بود که به تبعیت از صنعت مدرن غرب اقدام به بلندمرتبه‌سازی انجام می‌گرفت، اما اکنون در کلان‌شهرهای دیگر، نظیر مشهد، تبریز، اصفهان، کرج، شیراز و… شاهد رشد ساختمان‌های بلندمرتبه هستیم. به‌عنوان مثال تا سال ۱۳۸۸ تنها یک ساختمان مرتفع (زیست خاور) و چند ساختمان نسبتاً بلند (آپارتمان‌های مرتفع و هتل هما ۱) در مشهد وجود داشت.
حدود سال ۱۳۸۷ بود که برج مدرن آلتون طی ۳۶ ماه به بهره‌برداری رسید و آغازی بود بر شروع مدرنیسم و بلندمرتبه‌سازی در شهر مشهد. برج ۲۴ طبقه‌ای که با ارتفاع حدود ۹۰ متر سال‌های نه چندان دور بلندترین سازه شهر بود.
پس از آن بود که بلندمرتبه‌سازی در مشهد رونق زیادی پیدا کرد، شرکت‌های بزرگ ساختمانی به میدان آمدند، ده‌ها هتل و مجتمع‌های تجاری بزرگ یکی پس از دیگری از شهر سر برآوردند، سپس ساخت و ساز خانه‌ها و برج‌های لوکس مسکونی با شعار زندگی در هتل مجلل روی کار آمد و چندین برج مجلل ساخته شد که در نتیجهٔ آن مشهد به دومین کلان‌شهر برج‌ساز و بلندمرتبه در ایران تبدیل شد.(در کل در مشهد بخاطر جمعیت فراوان نیاز به برج نشینی نیز هست تا جمیعت مناطق مسکونی داشته باشند)

## فهرست
| رتبه | نام سازه                        | سال ساخت | ارتفاع (متر) | تعداد طبقات | مکان                                    | تصویر                    |
| ---- | ------------------------------- | -------- | ------------ | ----------- | --------------------------------------- | ------------------------ |
| ۱    | هتل پدیده شاندیز                | ۱۴۰۶     | 250          | ۵۲          | مشهد، شاندیز (درحال ساخت)               |                          |
| ۲    | برج آرمیتاژ گلشن                | ۱۳۹۸     | ۱۵۰          | ۳۴          | بلوار هفت تیر (خیابان گلشن)             |                          |
| ۳    | برج تجاری اداری یاس (کوه نور)   | ۱۴۰۵     | ۱۴۰          | ۳۰          | میدان جانباز (درحال ساخت)               |                          |
| ۴    | مرکز تجارت بین‌الملل مشهد (پاژ)  | ۱۳۹۸     | ۱۲۰          | ۲۸          | میدان جانباز                            |                          |
| ۵    | برج بازار بین‌المللی سپاد        | ۱۳۹۶     | ۱۱۵          | ۳۲          | منطقه گردشگری سپاد، خیام                |                          |
| ۶    | برج باران ۲                     | ۱۳۹۷     | ۱۱۰          | ۲۶          | بلوار هفت تیر گلشن                      |                          |
| ۷    | برج مینیاتور                    |          | ۱۰۸          | ۲۸          | بلوار لادن                              |                          |
| ۸    | برج مسکونی الیزه ۱              |          | ۱۰۵          | ۲۱          | کوهسنگی ملاصدرا                         |                          |
| ۹    | برج مسکونی الیزه ۲              |          | ۱۰۰          | ۲۲          | کوهسنگی ۱۵                              |                          |
| ۱۰   | برج مسکونی باران ۳              |          | ۱۰۰          | ۳۱          | کوهسنگی ۲۶                              |                          |
| ۱۱   | برج مسکونی باران ۴              |          | ۱۰۰          | ۳۴          | بلوار صارمی                             |                          |
| ۱۲   | برج مرمر                        |          | ۹۵           | ۲۰          | خیابان امام خمینی                       |                          |
| ۱۳   | برج سلمان                       |          | ۹۰           | ۱۸          | خیابان راهنمایی                         |                          |
| ۱۳   | هتل الماس ۲                     |          | ۹۰           | ۱۵          | خیابان امام رضا                         |                          |
| ۱۳   | برج آبشار کوثر                  |          | ۹۰           | ۲۹          | بلوار کوثر                              |                          |
| ۱۳   | هتل نرگس رضوی ۲                 |          | ۹۰           | ۵۹          | بلوار امام خمینی                        |                          |
| ۱۳   | برج آلتون                       |          | ۹۰           | ۱۵          | خیابان دانشگاه                          |                          |
| ۱۴   | برج مروارید گوهرشاد             |          | ۸۰           | ۱۷          | بلوار جانباز                            |                          |
| ۱۴   | هتل درویشی                      |          | ۸۰           | ۲۹          | خیابان امام رضا                         |                          |
| ۱۴   | هتل رز درویشی                   |          | ۸۰           | ۵۴          | میدان بیت‌المقدس                         |                          |
| ۱۴   | چرخ فلک پارک ملت                |          | ۸۰           |             | بلوار امامت                             |                          |
| ۱۴   | برج تجاری و اداری ۱۷ شهریور     |          | ۸۰           | ۲۲          | میدان ۱۷ شهریور                         |                          |
| ۱۴   | برج درنیکا                      |          | ۸۰           | ۲۵          | بلوار فردوسی                            |                          |
| ۱۵   | برج سامان                       |          | ۷۸           | ۱۶          | بزرگراه پیامبر اعظم، نبش پیامبر اعظم ۴۵ |                          |
| ۱۶   | برج‌های تجاری مسکونی مهر         |          | ۷۸           | ۲۵          | خیایان کوهسنگی                          |                          |
| ۱۷   | هتل قصر طلایی                   |          | ۷۵           | ۲۰          | خیابان امام رضا                         |                          |
| ۱۸   | هتل روتانا                      |          | ۷۵           | ۲۳          | خیابان امام رضا                         |                          |
| ۱۹   | ساختمان مرکزی بانک صادرات       |          | ۷۵           | ۱۷          | میدان جانباز                            |                          |
| ۲۰   | هتل سی نور                      |          | ۷۰           | ۲۰          | ۱۷ شهریور عنصری                         |                          |
| ۲۱   | برج آسمان فکوری                 |          | ۷۰           | ۱۵          | بلوار فکوری                             |                          |
| ۲۲   | برج دوقلو روشا (هتل برج مسکونی) |          | 60           | 14          | نبش سرافرازان ۹                         | http://www.roshatower.ir |
| ۲۳   | برج مسکونی باران                |          | ۷۰           | ۱۴          | خیابان گلشن                             |                          |
| ۲۵   | برج ونوس                        |          | ۶۸           | ۱۶          | قاسم‌آباد شاهد ۳۸                        |                          |
| ۲۵   | زیست خاور                       |          | ۶۸           | ۱۷          | میدان شریعتی                            |                          |
| ۲۶   | برج آسمان حسابی                 |          | ۶۵           | ۱۸          | بلوار دکتر حسابی                        |                          |
| ۲۶   | برج مسکونی ثامن                 |          | ۶۵           | ۲۰          | خیابان امام رضا                         |                          |
| ۲۶   | برج اکسون                       |          | ۶۵           | ۱۶          | ۱۷ شهریور                               |                          |
| ۲۶   | برج مانیا                       |          | ۶۵           | ۱۶          | صارمی ۴۴                                |                          |
| ۲۷   | برج‌های مسکونی اترین             |          | ۶۵           | ۲۰          | بلوار نماز. نماز ۳۰                     |                          |
| ۲۸   | مجتمع شارستان                   |          | ۶۰           | ۱۵          | طبرسی ۱۷ تقاطع شارستان                  |                          |
| ۲۸   | برج آرمیتاژ هاشمیه              |          | ۶۰           | ۱۶          | هاشمیه ۱۰                               |                          |
| ۲۸   | برج رز آرمیتاژ                  |          | ۶۰           | ۱۵          | صارمی ۳۱                                |                          |
| ۲۸   | برج باران ۱                     |          | ۶۰           | ۱۸          | بلوار هاشمیه                            |                          |
| ۲۸   | برج الهیه                       |          | ۶۰           | ۱۳          | الهیه، نبش سجادیه ۲۰                    |                          |
| ۲۸   | برج اریکه                       |          | ۶۰           | ۲۲          | بلوار هفت تیر، خیابان گلشن              |                          |
| ۲۸   | برج‌های مسکونی شهریار            |          | ۶۰           | ۱۹          | موسوی قوچانی ۲۳                         |                          |
| ۲۹   | برج‌های مسکونی تجاری کوهسنگی     |          | ۵۸           | ۱۸          | حاشیه بلوار کوهسنگی                     |                          |
| ۳۰   | برج آبشار                       |          | ۵۶           | ۱۴          | بین معلم ۸ و ۱۰                         |                          |
| ۳۱   | کیان سنتر ۲                     |          | ۵۵           | ۱۷          | بلوار جانباز                            |                          |
| ۳۱   | مجتمع اکسین                     |          | ۵۵           | ۷           | چهارراه مخابرات                         |                          |
| ۳۲   | ساختمان موزه بزرگ خراسان        |          | ۵۳           | ۱۲          | پارک کوهسنگی                            |                          |
| ۳۳   | مجتمع تجاری اقامتی آرمان        |          | ۵۲           | ۱۳          | خیابان نواب صفوی                        |                          |
| ۳۴   | برج مانیا ۱                     |          | ۵۱           | ۱۶          | بلوار هفت تیر                           |                          |
| ۳۵   | برج‌های دوقلوی شارین             |          | ۵۰           | ۱۴          | وکیل آباد ۵۹                            |                          |
| ۳۵   | برج مانیا ۳                     |          | ۵۰           | ۲۱          | بلوار هنرستان                           |                          |
| ۳۶   | مجتمع سپهر                      |          | ۴۵           | ۱۸          | حاشیه بلوار کوهسنگی                     |                          |
| ۳۷   | برج ققنوس                       |          | ۴۵           | ۱۲          | بلوار دانشگاه نبش کفایی                 |                          |